# Dasyuromyia nervosa
Dasyuromyia nervosa là một loài ruồi trong họ Tachinidae.